# Yellow Magic Orchestra
Yellow Magic Orchestra (Y.M.O.) war ein japanisches Trio aus Tokio, das sich auf elektronische Popmusik spezialisiert hatte. Dieses Genre wurde Ende der 1970er Jahre von ihnen maßgeblich mitbeeinflusst. In ihrer asiatischen Heimat genießen sie ein ähnliches Ansehen als Pioniere der elektronischen Musik wie etwa die Gruppe Kraftwerk in Europa und Nordamerika. Die Mitglieder waren Haruomi Hosono (* 1947), Yukihiro Takahashi (1952–2023) und Ryuichi Sakamoto (1952–2023). An der Welttournee 1979 war Gitarrist Kazumi Watanabe als Gast beteiligt. 1984 löste sich Yellow Magic Orchestra auf, es folgten jedoch mehrere temporäre Reunions. Ihr letztes Konzert spielten sie im Juli 2012.

## Werdegang

### Die frühen Jahre
Die Band wurde ursprünglich 1978 als Ein-Mann-Studioprojekt von Haruomi Hosono in Tokio gegründet. Die anderen beiden Mitglieder waren zunächst nur Sessionmusiker. Der eigentliche Gedanke hinter dem Projekt war, ein Album zu produzieren, das Exotica-Klänge mit moderner elektronischer Musik verband. Das Debütalbum war dann auch sehr erfolgreich, was nicht zuletzt an der hervorragenden Produktion lag, und das Studioprojekt verwandelte sich in eine ausgewachsene Tourband und machte beachtliche Karriere.
1976 arbeitete Sakamoto zunächst mit Hosono in dessen Liveband, als Takahashi ihn 1977 zur Produktion seines Soloalbums rekrutierte. Hosono holte daraufhin beide zur Fertigstellung seines Albums „Paraiso“ ins Boot. Diese Zusammenarbeit führte dann zum Projekt Y.M.O. Nach Erscheinen des Debüts Yellow Magic Orchestra trat die Band im Nachtclub Roppongi Pit Inn in Tokio auf, wo amerikanische Manager des Plattenlabels A&M Records auf sie aufmerksam wurden. A&M wollte zu dieser Zeit eine Fusion mit Alfa Records in Tokio diskutieren. Auf diese Weise bekamen Y.M.O. nun einen internationalen Deal angeboten, so dass die drei Mitglieder beschlossen, dem Projekt gegenüber ihren Solokarrieren Priorität einzuräumen.

### Erfolge und Auflösung
Durch eine Werbekampagne mit Fujifilm löste die Gruppe einen Boom elektronischer Popmusik in Japan aus (dort Technopop genannt), vergleichbar mit jenem, den die Beatles und der Merseybeat in den 1960er Jahren in England auslösten. Noch heute kann man am Haarschnitt japanischer Geschäftsleute (Techno cut) erkennen, wie groß der Einfluss Yellow Magic Orchestras auf die japanische Modewelt war. Die Band machte diesen kurzen Haarschnitt dort erst salonfähig. Mit dem Einsatz immer modernerer Synthesizer, Sampler, Sequenzer und digitaler Aufnahmetechnik, sowie der meist auf Englisch verfassten Texte, die an Cyberpunk erinnerten, wurde Y.M.O. auch außerhalb Japans bekannt. Sie werden auch dort als Pioniere anerkannt und ihre Musik wird ungebrochen geremixt und gesampelt.
Solid State Survivor aus dem Jahr 1979 bedeutete den endgültigen Durchbruch in Japan und wurde beim Japan Record Award als bestes Album ausgezeichnet. Die erfolgreichste Singleauskopplung aus dem Album und Y.M.O.s größter internationaler Hit, Behind the Mask, wurde später von Ryuichi Sakamoto für eine Soloveröffentlichung 1987 neu bearbeitet.
1984, nach Veröffentlichung ihres Soundtracks Propaganda, widmeten sich die Bandmitglieder wieder ihren Solokarrieren, spielten aber dort weiterhin zusammen und traten auch weiter in TV-Sendungen auf. Unter anderem, um Rechtsstreitigkeiten zu verhindern, veröffentlichten sie 1993 das Album Technodon, diesmal allerdings unter dem Namen YMO. Für die darauf folgende Tour wurden sie als Not YMO angekündigt.

## Diskografie
Studioalben
- 1978: Yellow Magic Orchestra
- 1979: Solid State Survivor
- 1980: X∞ Multiplies
- 1981: BGM
- 1981: Technodelic
- 1983: Naughty Boys
- 1983: Service
- 1993: Technodon (JP: Gold)[4]

Kompilationen
- 1982: YMO Best Selection
- 1984: Sealed
- 1992: Kyoretsu Na Rhythm
- 2000: YMO Go Home! : The Best of Yellow Magic Orchestra
- 2001: One More YMO: The Best of YMO Live
- 2003: UC YMO: Ultimate Collection
- 2011: YMO
- 2018: Neue Tanz

Livealben
- 1980: Public Pressure
- 1984: After Service
- 1991: Faker Holic
- 1993: Technodon Live
- 2008: LONDONYMO - Yellow Magic Orchestra Live in London 15/6/08

Remixalben
- 1983: Naughty Boys Instrumental